# Thaleischweiler-Fröschen
Thaleischweiler-Fröschen là một đô thị thuộc huyện Südwestpfalz, bang Rheinland-Pfalz, Đức. Đô thị này có diện tích km², dân số thời điểm 31 tháng 12 năm 2006 là người. Đô thị này tọa lạc bên western edge of the rừng Palatinate, cự ly khoảng 7 km về phía bắc của Pirmasens.
Thaleischweiler-Fröschen là thủ phủ của Verbandsgemeinde ("cộng đồng đô thị") Thaleischweiler-Fröschen.